# Vytautas Andziulis
Vytautas Andziulis (Šėta, 1930. november 4. –  2018. március 16.) litván nyomdász, aki Litvánia szovjet megszállása alatt illegális nyomdát és kiadót működtetett. Testvére, Kęstutis Andziulis nemzetközi labdarúgó-játékvezető.
1947–1948-ban Kaunasban egy nyomdában dolgozott, ahol nyomdász végzettséget szerzett. Majd 1954-től 1957-ig Kupiškis kisvárosban nyomdát vezetett, ezt követően 1959-ig Troškūnaiban dolgozott nyomdászként.
1954-től gyűjtötte a nyomdagép-alkatrészeket és a nyomdai betűkészleteket. 1978-ban a Kaunas melletti Saliaiban lévő házának pincéjében kezdte összeállítani illegális nyomdáját. 1981-re lett üzemképes a nyomda, melyet Juozas Bacevičius-szal közösen működtetett 1990-ig. Az általuk a vezetékneveik kezdőbetűi nyomán ab kiadónak elnevezett illegális nyomda és kiadó szovjetellenes vallási, történelmi és politikai kiadványokat készített és jelentetett meg, összesen 138 000 példányban. A nyomdát a szovjet hatóságok soha sem fedezték fel.
Andziulis illegális nyomdája 1997-től a Nagy Vytautas Hadtörténeti Múzeum egyik kiállítása. 1998-ban megkapta a Gediminas-rend 3. fokozatát.

## Külső hivatkozások
- Az ab nyomda a Nagy Vytautas Hadtörténeti Múzeum honlapján a kiállítások listájában
- Az ab nyomda a Kaunasi Járási Turisztikai Információs Központ honlapján